# Bruce Foxton
Bruce Foxton (* 1. září 1955 Woking, Surrey, Anglie) je anglický rokenrolový hudebník, známý především jako baskytarista punk rockových kapel The Jam a Stiff Little Fingers.

## Diskografie

### Sólová alba
| Rok  | Název            | Vydavatelství  | UK Albums Chart |
| ---- | ---------------- | -------------- | --------------- |
| 1984 | Touch Sensitive  | Arista Records | 68              |
| 2012 | Back in the Room | ABSOLUTE       | –               |

### Singly
| Rok  | Název                                         | B-strana                                  | Album            | UK Singles Chart |
| ---- | --------------------------------------------- | ----------------------------------------- | ---------------- | ---------------- |
| 1983 | „Freak“                                       | „Writing's on the Wall“                   | Touch Sensitive  | 23               |
| 1983 | „This is the Way“                             | „Sign of the Times“                       | Touch Sensitive  | 56               |
| 1984 | „It Makes Me Wonder“                          | „Trying To Forget You (Instrumental Mix)“ | Touch Sensitive  | 74               |
| 1984 | „S.O.S. My Imagination“                       | „25 or 6 to 4“                            | Touch Sensitive  | –                |
| 1986 | „Play This Game To Win“                       | „Welcome to the Hero“                     | –                | –                |
| 2012 | „Don't Waste My Time“ (se Stevem Cropperem)   | –                                         | Back in the Room | –                |
| 2012 | „Number Six“ [Promo-only] (s Paulem Wellerem) | –                                         | Back in the Room | –                |